# Trận Playoff Giải bóng đá vô địch các câu lạc bộ châu Đại Dương Quần đảo Solomon 2011
Trận Playoff Giải bóng đá vô địch các câu lạc bộ châu Đại Dương Quần đảo Solomon 2011 là trận đấu playoff diễn ra 2 lượt đi và về để giành một suất tham dự Giải bóng đá vô địch các câu lạc bộ châu Đại Dương 2011–12. Hai đội tham gia là Koloale, đội vô địch Telekom S-League 2010–11, và Solomon Warriors, đội vô địch Knockout Championship 2011. Koloale F.C. giành chiến thắng và được quyền tham gia.